# Gisela Hochhaltinger
Gisela Hochhaltinger est une  patineuse artistique autrichienne des années 1920-1930.
Avec Otto Preißecker, elle est médaillée de bronze en couple aux Championnats d'Europe de patinage artistique de 1930,,.

## Palmarès

### Avec Otto Preißecker
| International           | International | International |
| Compétition             | 1929          | 1930          |
| ----------------------- | ------------- | ------------- |
| Championnats du monde   | 4e            |               |
| Championnats d'Europe   |               | 3e            |
| National                |               |               |
| Championnats d'Autriche | 2e            | 2e            |

### Avec Georg Pamperl
| International           | International | International | International |
| Compétition             | 1924          | 1925          | 1926          |
| ----------------------- | ------------- | ------------- | ------------- |
| Championnats du monde   |               | 4e            | 4e            |
| National                |               |               |               |
| Championnats d'Autriche | 2e            |               |               |